# Gordický uzel

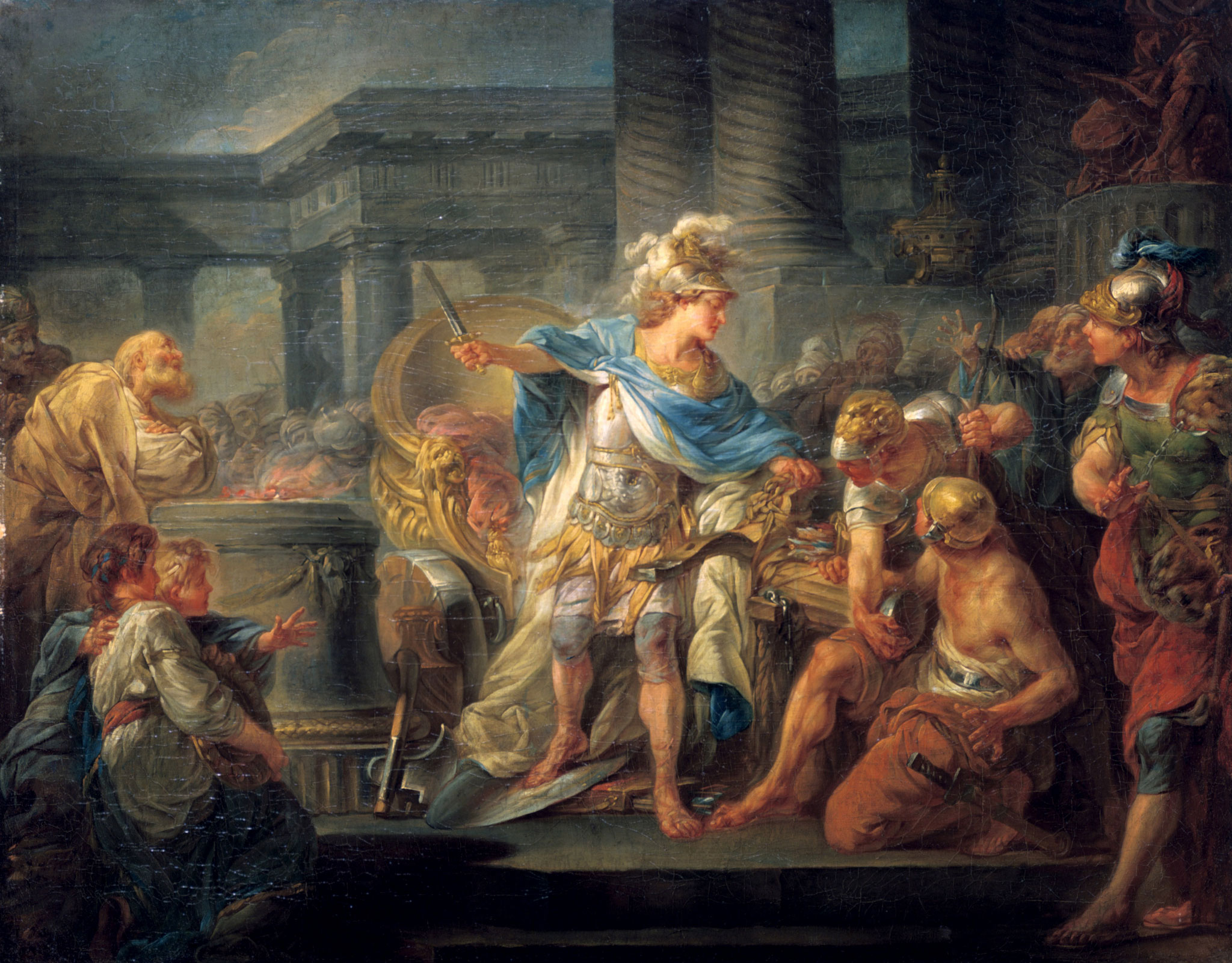
Alexandr rozsekává gordický uzel

Roztít gordický uzel je rčení, které vyjadřuje složitou, spletitou situaci, kterou lze vyřešit rozhodným jednoduchým způsobem. Odvolává se na legendu, spojenou s Alexandrem Velikým (Makedonským).

## Vznik
Mezi lidmi Frýgie se objevilo proroctví, že války neskončí a mír nenastane, dokud do země nepřijede vůz slunečního boha řízený mužem, který všem rozbrojům učiní přítrž. Když se vůz objevil, lid Frygie si vozku, kterým byl sedlák Gordius, zvolil za krále. Byl nastolen mír a pořádek v celé zemi a Gordius z vděčnosti věnoval vůz nejvyššímu bohu Diovi a uvázal jej v chrámě uzlem z dřínového lýčí. Nebyly vidět konce pramenů a uzel nikdo nedokázal rozplést. Začalo se věřit, že kdo uzel rozváže, stane se vládcem celé Asie.
Při válečném tažení v Malé Asii pobýval mladý Alexandr Veliký koncem roku 334 př. n. l. s částí vojska ve starém královském městě Gordion, kde se nacházel onen mytický „gordický“ uzel.
Řek Plútarchos zaznamenal, že prý Alexandr stál před vozem uvázaným lýčím se složitým uzlem a věřil pověsti o uzlu a vládě nad světem. Dlouho se nezdržoval hledáním skrytých konců – vytasil meč a uzel přesekl. A hned prý uviděl několik konců lýčí. Není možné jednoznačně posoudit, zda tak Alexandr jednal z nedočkavosti a v návalu mladické nerozvážnosti, nebo naopak v probouzející se rozhodnosti.